# Fox-sziget (Washington)
A Fox-sziget az Amerikai Egyesült Államok északnyugati részén, Washington állam Pierce megyéjében elhelyezkedő sziget és statisztikai település. A 2010. évi népszámlálási adatok alapján 3633 lakosa van.
A sziget névadója J. L. Fox sebészasszisztens, a Wilkes-expedíció egy tagja.
A Peter Puget vezette expedíció 1792-es ideérkezéskor a szigeten a felfedezőket ellenségesen fogadó indiánok éltek, akiket az 1854-es egyezmény aláírásával rezervátumba kényszerítettek.

## Fordítás
- Ez a szócikk részben vagy egészben  a   Fox Island, Washington című angol Wikipédia-szócikk ezen változatának fordításán alapul.  Az eredeti cikk szerkesztőit annak laptörténete sorolja fel. Ez a jelzés csupán a megfogalmazás eredetét és a szerzői jogokat jelzi, nem szolgál a cikkben szereplő információk forrásmegjelöléseként.